# Tarık Çamdal
Osman Tarık Çamdal (München, 24 maart 1991) is een Turks-Duits voetballer die bij voorkeur als rechtsback speelt.

## Clubcarrière
Çamdal werd geboren in München en debuteerde in 2009 in de hoofdmacht van TSV 1860 München. Twee jaar later trok hij naar het Turkse Eskişehirspor. Na een verblijf van drie seizoenen werd hij voor een bedrag van 4,75 miljoen euro verkocht aan Galatasaray SK. Hij debuteerde voor zijn nieuwe club op 13 september 2014 tegen zijn ex-club Eskişehirspor.

## Interlandcarrière
Çamdal debuteerde op 25 mei 2014 voor Turkije in het Aviva Stadium in de Ierse hoofdstad Dublin in en tegen Ierland. In de vriendschappelijke wedstrijd scoorde hij ook meteen zijn eerste doelpunt voor Turkije.